# Fiesso Umbertiano

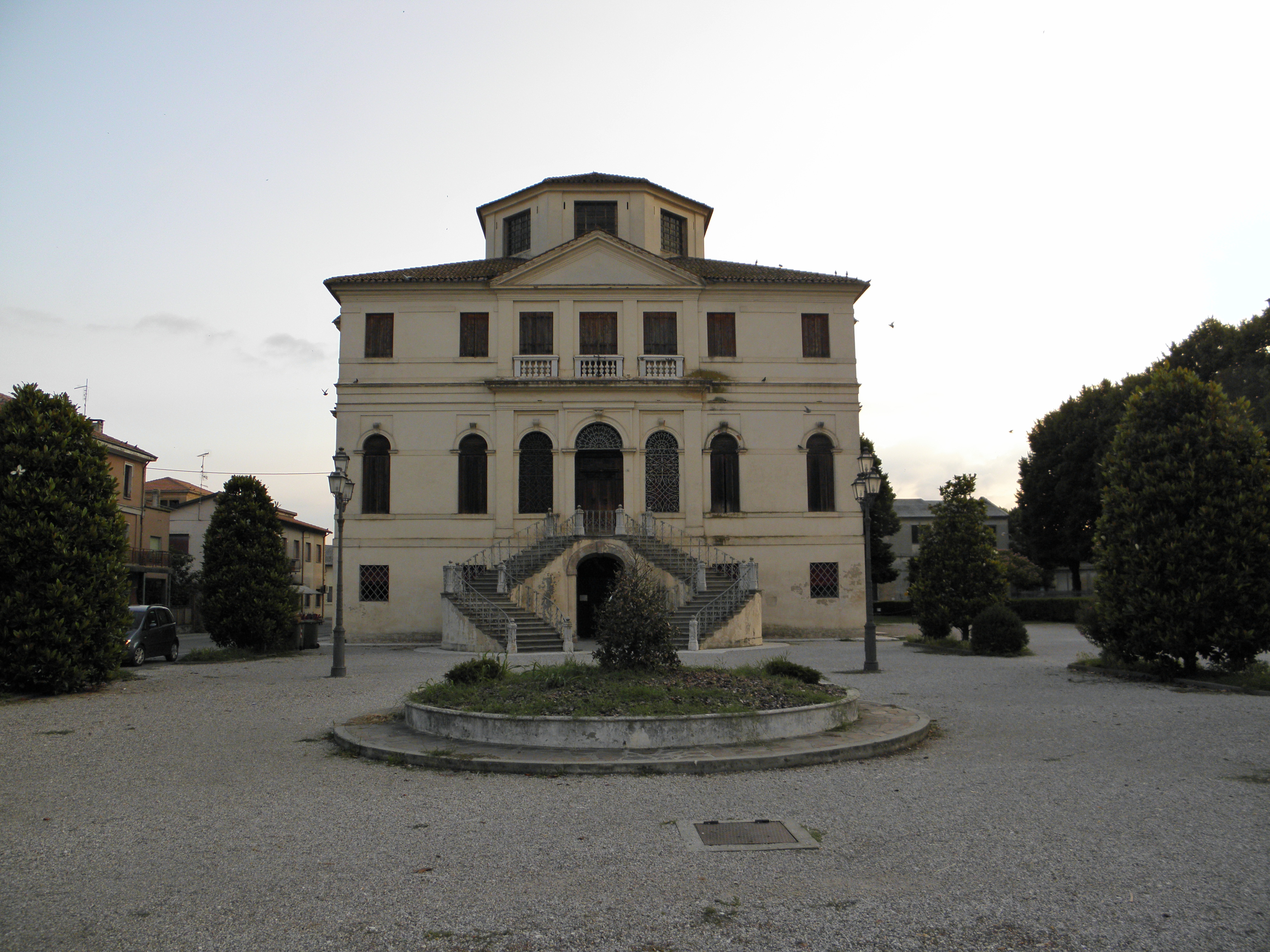
Verwaltungssitz der Gemeinde (die Villa Morosini)

Fiesso Umbertiano ist eine nordostitalienische Gemeinde (comune) mit 3887 Einwohnern (Stand 31. Dezember 2023) in der Provinz Rovigo in Venetien. Die Gemeinde liegt etwa 18,5 Kilometer südwestlich von Rovigo und 13 Kilometer nördlich von Ferrara. Teile der Gemeinde gehören zur Transpadana Ferrarese. Fiesso Umbertiano liegt am südlichen Rand der Polesine.

## Geschichte
Kern der Gemeinde ist die kleine Ortschaft San Donato di Pedrurio. Deren Kapelle wird im Jahre 932 erstmals erwähnt. Eine Blütezeit erlebte die Gemeinde im 17. und 18. Jahrhundert. Zahlreiche Bauten aus dieser Zeit sind noch erhalten. 

## Verkehr
Die östliche Grenze der Gemeinde bildet die Autostrada A13 von Padua über Rovigo und Ferrara nach Bologna. Ein Anschluss besteht aber nicht. 